# Yūsuke Santamaria
Yūsuke Santamaria (jap. ユースケ・サンタマリア), właściwie Yūsuke Nakayama (jap. 中山裕介 Nakayama Yūsuke) (ur. 12 marca 1971 w Ōicie) – japoński aktor i reżyser filmowy, piosenkarz i prezenter telewizyjny.

## Filmografia
- Bayside Shakedown: The Movie (1998)
- Calmi Cuori Appassionati (2001)
- Bayside Shakedown 2 (2003)
- Doppelganger (2003)
- Negotiator (2005)
- The Sakai's Happiness (2006)
- Udon (2006)
- Kisaragi (2007)
- Sensei wa Erai (2008)
- R246 Story (2008)
- 20th Century Boys 2: The Last Hope (2009)
- Shonen Merikensack (2009)
- Donju (2009)
- Go Find a Psychic! (2009)
- Bayside Shakedown 3: Set the Guys Loose (2010)
- The Legacy of the Sun (2011)
- Bayside Shakedown 4: The Final (2012)
- Crow's Thumb (2012)
- Giovanni's Island (2014)
- April Fools (2015)
- Gold Medal Man (2016)
- Birthday Card (2016)
- Wilderness: Part One (2017)
- Wilderness: Part Two (2017)
- Taberu Onna (2018)

## Programy telewizyjne
- Nemureru Mori (1998)
- Odoru daisosasen bangaihen – Wangansho fukei monogatari shoka no kôtsûanzen special (1998)
- Perfect Love (1999)
- Omiai Kekkon (2000)
- Rocket Boy (2001)
- ¥20,000,000 Quiz! Money Drop (2012-2013)[2]
- Hinoko (2016)
- Cold Case (2016)
- Auditor Shuhei Nozaki (2018)